# 平成明朝

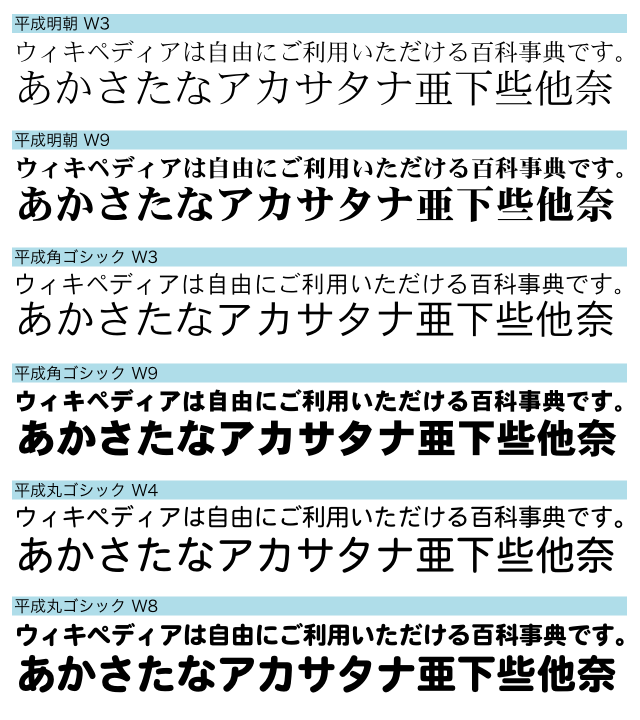
平成書体の見本。

平成明朝（へいせいみんちょう）または平成明朝体（へいせいみんちょうたい）は、財団法人日本規格協会文字フォント開発普及センターで開発された平成書体のうち、最初に開発された明朝体。

## 特徴
平成明朝の当初の設計指針は次の通りである。
1. 他のフォントと独立した、オリジナルの明朝体
2. 本文での使用を主な用途とし、横組みにも縦組みにも適する
3. 拡大と縮小に耐える
4. 電子機器で使いやすい
5. 高品質なアウトラインフォント化ができる

原案として採用されたリョービイマジクス（2011年にフォント事業をモリサワに譲渡。2012年に親会社リョービが吸収合併）によるデザインコンセプトは、上記の指針を満たすとともに、視覚的重心を低めにする、縦線を太めにするなどの横組での使用を重視するものであった。

## 経緯
平成明朝の開発が行われた文字フォント開発普及センターは、1988年（昭和63年）に工業技術院の主導により日本規格協会内に組織された。当時の日本では情報機器の普及に伴う需要の高まりに対してフォントの供給が遅れていたため、標準的なフォントを開発して供給するとともに、フォント製作を振興するのがその狙いであった。
開発は、デザインコンペティションによって選ばれたリョービイマジクスによるデザインコンセプトに基づき、同社と複数のコンピュータメーカー、印刷会社が共同して行った。
有名な利用例として、同時期に策定されたJIS X 0212の例示用字体としての採用がある。
文字フォント開発普及センターにおける開発ではアウトライン化はなされなかったが、各社がこの書体に由来するフォントを開発している。

## 歴史
1988年、文字フォント開発普及センターにより「オリジナルな明朝体」を条件とする平成明朝体のデザインコンペティションが行われ、本明朝の製作元であるリョービイマジクスが広いふところなどのモダンな特徴を持つ新明朝体を提案し採用された。この新明朝体が「平成明朝体W3」となる。
平成明朝体は1990年に完成し、1991年から関係者に配布された。1991年、初の平成明朝体搭載ワープロであるNECの文豪mini5SX/mini7SX/mini7SDが登場し、その後も平成書体を搭載するワープロが増えていった。
平成明朝体は一部のパーソナルコンピュータにも搭載されるようになった。1992年にClassic Mac OS向けとして出た「漢字TrueType」パッケージでは明朝体に「本明朝-M」が採用されたものの、同年末の漢字Talk 7.1では「本明朝-M」および「リュウミンライト-KL」と共に「平成明朝W3」も搭載された。一方、1993年の日本語版Windows 3.1では標準明朝体フォントとして本明朝-Lをベースとする「MS 明朝」ファミリーが採用され、Microsoft Officeでも付属する明朝体フォントは平成明朝でなく本明朝ベースの「MS 明朝」を基にした「HG 明朝」ファミリーとなっていた。
1990年のJIS X 0208-1990（通称JIS90）とJIS X 0212-1990（補助漢字）の例示字体において平成明朝体が採用され、これによって多くのフォントベンダーが平成書体の字体を参照するようになり、フォントの字体差が減っていったとされる（平成書体現象）。
1998年12月に官報の組版が電算写植からDTPに移行した際、官報の書体が市販の平成書体に変更された。

## 平成明朝由来のフォント

### ソフトウェアに付属するもの
- Classic Mac OS (漢字Talk 7.1以降)
  - 平成明朝体W3[6]
- ジャストシステムの一太郎や花子
  - JS平成明朝体[12][13] - JIS第一水準漢字、JIS第二水準漢字、JIS補助漢字、CJK統合漢字に含まれる諸橋大漢和辞典の漢字を含んでいる[14][15]
  - DF/DHP平成明朝体[12][13]

### フォント製品
- タイプバンク
  - 平成明朝体
- ダイナフォント
  - DF平成明朝体/DFP平成明朝体 - Adobe-Japan1-6準拠版がある。
- リコー
  - HG平成明朝体
- アドビ
  - 平成明朝 Std/StdN
- タイプラボ
  - えれがんと平成明朝 - 仮名デザイン書体「えれがんと」に平成明朝を組み合わせて総合書体としたもの。